# Bad Berneck im Fichtelgebirge
Bad Berneck est une ville de l'arrondissement de Bayreuth, en Bavière, (Allemagne). Elle est située sur la rivière Weißer Main, dans le Fichtelgebirge, 13 km au nord de Bayreuth.

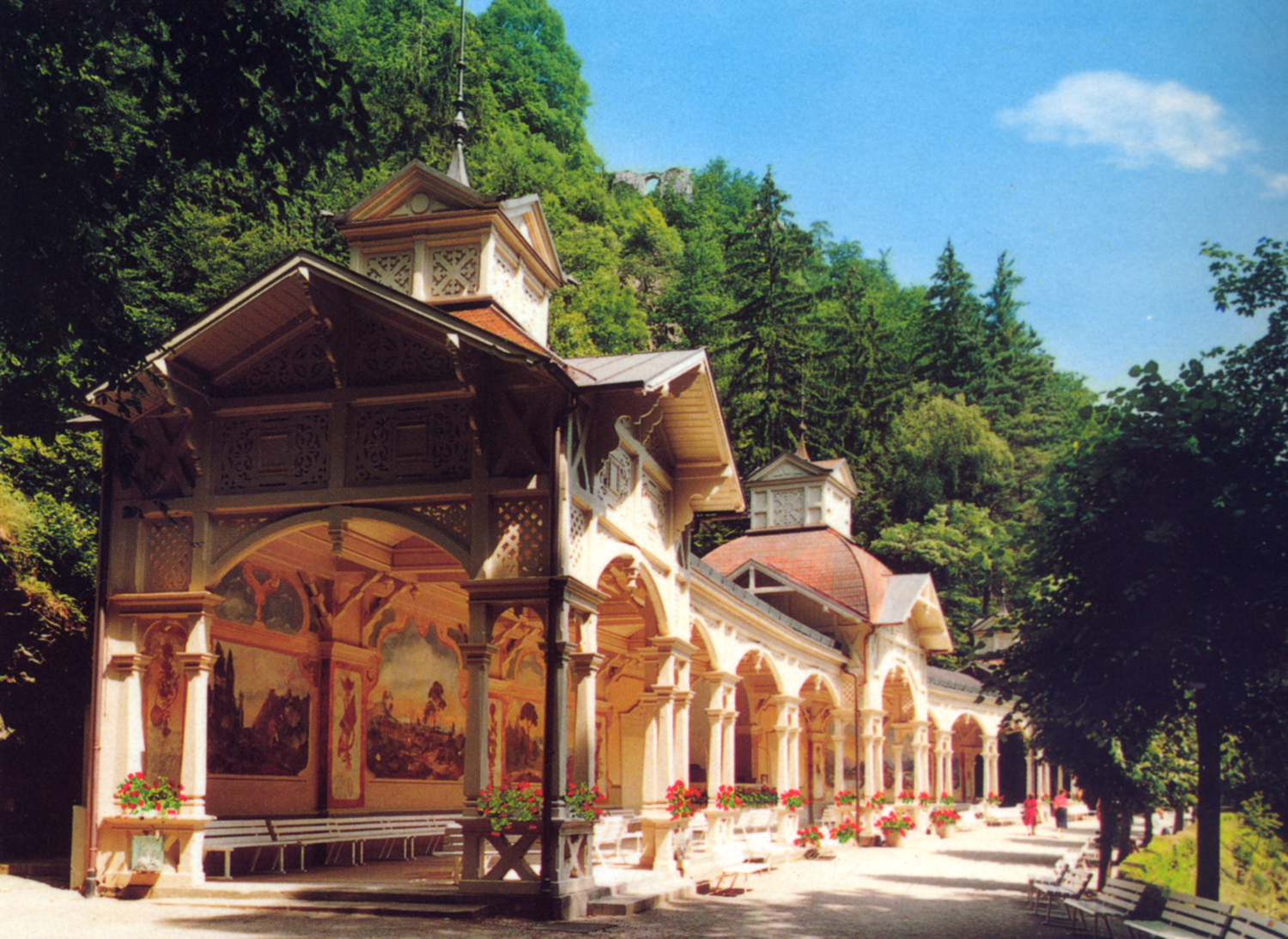
La « nouvelle colonnade » dans le parc thermal

## Géographie
La ville se situe sur la bordure ouest du Fichtelgebirge dans la vallée de Ölschnitz où coule le Weißer Main, au pied de la vieille ville. Les points culminants sont le Mainberg (624 m) et le Wolfenberg (598 m).

## Communes limitrophes
Les communautés voisines sont (dans le sens horaire) : Gefrees, Goldkronach, Bindlach, Harsdorf, Himmelcron et Marktschorgast. La ville de Bayreuth est située à environ 13 km de Bad Berneck.

## Structure administrative
| - Bärnreuth - Birkenhof - Brandleiten - Bruckmühle - Degmann - Doebitsch - Eichberg - Escherlich - Falkenhaus - Föllmar - Föllmarsberg - Fornenmühle - Frankenhammer | - Gesees - Goldmühl - Gothendorf - Heinersreuth - Hinterröhrenhof - Hohenknoden - Jägersruh - Juliusthal - Köslar - Kolbenhof - Kutschenrangen - Mainleithen - Micheldorf | - Mooshof - Nenntmannsreuth - Neudorf - Neuhaus - Rimlas - Rödlasberg - Schmelz - Steinbühl - Vorderröhrenhof - Warmeleithen - Wasserknoden |

## Conseil communal
Le conseil municipal comporte 16 membres, réparti comme suit (mai 2008):
- CSU 5
- SPD 5
- FWG (Freie Wähler) 6

Le maire est Jürgen Zinnert (SPD), son adjoint Alexander Popp de la FWG.

## Culture et attractions touristiques
- Ruines du château Wallenrode, le château Neuwallenrode ou Hohenberneck et la chapelle de la Vierge
- Jardin dendrologique dans le parc Rother avec des arbres du monde entier
- Place du Marché avec ses maisons à colombages
- Les colonnades du parc thermal
- Église évangélique luthérienne de la Sainte Trinité "